# República de la Isla de las Rosas
La Isla de las Rosas (en esperanto, Insulo de la Rozoj), cuyo nombre oficial era República Esperantista de la Isla de las Rosas (traducción de Esperanta Respubliko de la Insulo de la Rozoj), fue el nombre de una plataforma artificial de 400 m² que se ubicaba sobre el mar Adriático, a 11 km de la costa entre Rímini y Bellaria-Igea Marina y 500 metros fuera de las aguas territoriales italianas; ideado por el ingeniero boloñés Giorgio Rosa en 1958 y terminado en 1967, el 1 de mayo de 1968 se autoproclamó como estado independiente, pero en realidad era una micronación.
Aunque se dio a sí misma una lengua oficial (esperanto), un gobierno, una moneda y un sello postal, nunca fue reconocida formalmente por ningún país del mundo como nación independiente. Ocupada por las fuerzas policiales italianas el 26 de junio de 1968 y sujeta a bloqueo naval, fue demolida en febrero de 1969. El episodio fue lentamente olvidado, considerado durante décadas solo como un intento de "urbanizar" el mar para obtener ventajas comerciales. Recién desde la primera década del 2000 ha sido objeto de investigaciones, documentales y redescubrimientos centrados en el aspecto utópico de su génesis.

## Toponimia
La entidad que se iba a establecer en la plataforma artificial se denominó inicialmente como, en el esperanto, Libera Teritorio de la Insulo de la Rozoj (en español, Territorio Libre de la Isla de las Rosas), transformándose después en Esperanta Respubliko de la Insulo de la Rozoj (República Esperantista de la Isla de las Rosas).
Se cree que el término Rozoj (en español, rosas) fue tomado del apellido de Giorgio Rosa, diseñador y constructor de la plataforma artificial, así como el creador e inspirador de la entidad estatal, y por su deseo de «ver cómo florecen las rosas en el mar».

## Historia

### Construcción de la isla y apertura al público

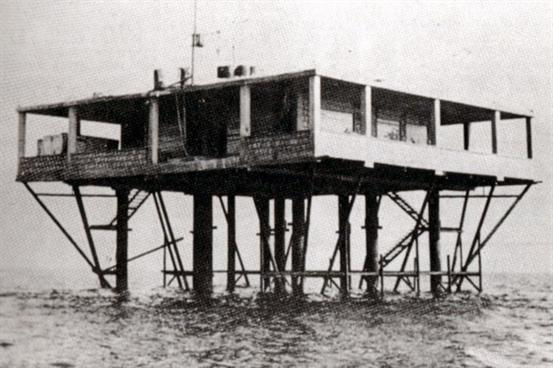
La Isla de las Rosas en construcción.

En 1958, el ingeniero boloñés Giorgio Rosa decidió construir una estructura de tubos de acero soldados al suelo, para ser transportados flotando hasta el punto elegido (fuera de las aguas territoriales italianas) e instalarlos. Se constituye entonces la empresa Sociedad Experimental de Inyecciones de Cemento, cuya presidenta fue Gabriella Chierici, su esposa y directora técnica. La primera inspección del punto elegido, frente a la costa de Rímini, a unos 11,5 kilómetros mar adentro, tuvo lugar entre el 15 y el 16 de julio de 1958, utilizando un sextante y alineándose con el faro del rascacielos de la ciudad. Para la base de su isla, Rosa planteó la hipótesis de elevar el lecho marino con un sistema de dragado de la arena retenida por las algas. Las inspecciones se realizaron en un barco, construido en acero y propulsado por un motor de un Fiat 500, y continuaron durante el verano de 1960, dos veces por semana, teniendo como base una cabaña en el muelle de Rímini.
En el verano de 1962, sin embargo, debido a problemas técnicos y financieros, la construcción se detuvo; además, en octubre del mismo año, las autoridades italianas ordenaron su remoción por ser un obstáculo para la navegación. El 30 de mayo de 1964, las autoridades portuarias de Rímini, Ravenna y Pesaro fueron contactadas para así optar por un espacio en los muelles, para el suministro de diésel y para la construcción de la estructura de la isla en los astilleros y para publicar un aviso a los navegantes sobre la presencia de estructuras.
Durante 1965 y 1966 continuaron las obras de instalación de la estructura, pero muy lentamente debido a las adversas condiciones meteorológicas y del mar, que no permitió operar por más de tres días a la semana. El 23 de noviembre de 1966, la Capitanía del Puerto de Rímini ordenó el cese de las obras sin autorización, ya que el área estaba en concesión a la empresa petrolera Eni. El 23 de enero siguiente, la policía también se interesó por el asunto y pidió confirmación de que se trataba de un trabajo experimental. El 20 de mayo de 1967 se encontró, mediante perforación, un acuífero de agua dulce a una profundidad de 280 metros desde la superficie de la isla. El 20 de agosto de 1967, la isla se abrió al público.

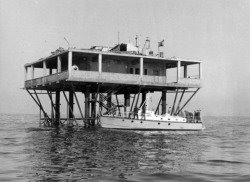
La Isla de las Rosas en funcionamiento con una lancha amarrada.

Mientras tanto las obras continuaron en la isla: sobre los pilotes se construyó una superficie de ladrillo reforzado a 8 metros sobre el nivel del mar, de los que se levantaron muros para delimitar habitaciones. La superficie disponible era de 400 m². Se inició la construcción de un segundo piso, con la idea de realizar cinco pisos. Fue mejorada la zona de desembarco (la Haveno Verda, en español Puerto Verde) - que se hizo a través de muelles y escaleras - con tubos de goma llenos de agua dulce (con un peso menor que la del agua salada) para remansar el espacio de agua destinado al desembarco; esta solución ya había sido adoptada en plataformas similares en el Reino Unido.
La isla declaró unilateralmente su independencia el 1 de mayo de 1968, con Giorgio Rosa como presidente. La declaración de Giorgio Rosa se hizo pública con una rueda de prensa el 24 de junio de 1968.

### Reacción del gobierno italiano
En la primavera de 1968, la ciudad vio tráfico marítimo desde la costa italiana hasta la Isla de las Rosas y viceversa, lo que generó una creciente preocupación por parte de la policía italiana. Las acciones de Rosa fueron consideradas por el gobierno italiano como una estratagema para recaudar ingresos turísticos sin pagar impuestos, dado que la isla era fácilmente accesible desde la costa italiana. Pronto el gobierno dispuso una patrulla de lanchas de la Guardia de Finanzas y de la capitanía de puerto más cercana a la plataforma, impidiendo que cualquier persona, incluidos los constructores, atracara allí, realizando un bloqueo naval.
En ese momento la Isla de las Rosas tenía un solo habitante permanente, Pietro Bernardini, quien, después de haber naufragado en el Mar Adriático durante una tormenta, llegó a la plataforma después de 8 horas en el mar. Posteriormente arrendó la plataforma por un año.
El 21 de junio de 1968, Rosa tuvo una entrevista con el capitán Barnabà del Servicio de Información de Defensa, el servicio secreto militar italiano, luego de que al gobierno le llegara la información de que la micronación había adquirido (o pretendía adquirir) su propia pequeña emisora de radio en onda media, presuntamente con el fin de disponer de un medio de información que sensibilizara al público sobre su propia causa y contrarrestara las acciones represivas del gobierno italiano.
Cualquiera que sea la verdadera razón detrás de la plataforma, el gobierno italiano respondió rápida y decisivamente: 55 días después de la declaración de independencia, el martes 25 de junio de 1968 a las 7:00 de la mañana, una decena de embarcaciones policiales con agentes de la DIGOS, de los Carabineros y de la Guardia de Finanzas rodeó la plataforma y tomaron posesión de ella, sin ningún acto de violencia. Fue prohibido cualquier atraque a la isla, por lo que no se le permitió el desembarco en tierra al guardián Pietro Ciavatta y su esposa, las únicas personas en la isla en este momento.
El Gobierno de la República Esperantista de la Isla de las Rosas envió un telegrama al presidente de la República Italiana, Giuseppe Saragat, lamentándose de «la violación de su soberanía y la herida infligida al turismo local por la ocupación militar», siendo ignorado.
El 5 de julio de 1968, el diputado por el Movimiento Social Italiano, Stefano Menicacci, transmitió la siguiente pregunta al Ministro del Interior Francesco Restivo:

"El abajo firmante solicita preguntar al Ministro del Interior para saber cuál es la postura oficial adoptada en el asunto por el Ministerio relativo a la construcción denominada "Insulo de la Rozoj" existente frente a la costa de Rimini, y en particular las instrucciones dadas a las autoridades marítimas italianas contra la existencia de tales artefactos marinos de gran tamaño.
Además, el interrogador quiere saber si responde a la verdad que la capitanía del puerto de Rimini ya hace más de un año por orden del Ministro había dado la orden de suspensión de los trabajos y las razones para que el mismo, en contravención de las órdenes ministeriales, no sólo continuó, sino que dio lugar a una construcción con condiciones de habitabilidad, arrendamiento de negocios, impresión de sellos, colocación de bandera y acuñación de moneda, hasta llegar a una presunción de la existencia de un estado-broma en el Estado italiano.
El interrogador también quiere saber de qué manera tiene intención de intervenir en los términos más enérgicos para el cumplimiento oportuno en este caso del Código de Navegación y de las leyes de la República, así como para el respeto -dentro del ordenamiento jurídico nacional- de la autoridad del Estado también para no causar "a posteriori" perjuicios económicos y morales contra las acciones incontroladas de terceros".
Stefano Menicacci , pregunta parlamentaria (3-00077) MENICACCI

El 9 de julio llegaron a Rosa diversas propuestas de compra de la isla. El 10 de julio, el diputado Nicola Pagliarani, del Partido Comunista Italiano, remitió la siguiente pregunta al Ministro del Interior:

“Al Ministro del Interior. Para conocer los precedentes y la postura oficial vigente en el asunto del Ministerio en materia de la construcción denominada la Insulo de la Rozoj existente frente a la costa de Rimini, de la cual ha habido una amplia cobertura de la prensa nacional y extranjera."
Nicola Pagliarani , Pregunta parlamentaria (4-00473) PAGLIARANI

Al día siguiente, las autoridades italianas permitieron que el guardián Piero Ciavatta y su esposa desembarcaran en Rímini.

### Demolición de la plataforma
El 7 de agosto de 1968, Rosa fue interrogado por el Dr. Mariani de la jefatura de policía de Bolonia y al día siguiente se emitió el decreto n. 519601/1.20 del Ministerio de la Marina Mercante de la Nación, dirigido a la Capitanía del Puerto de Rímini, con lo cual notificó a la empresa de Rosa, SPIC, de que proceda a la demolición de la estructura construida frente a la costa de Rímini, con la advertencia de que de lo contrario se llevaría a cabo la demolición de oficio. Las autoridades del gobierno italiano estimaron que la demolición de la isla costaría alrededor de 31 millones de liras, unos 264 000 euros al año 2006.
El 27 de agosto, Rosa presentó un recurso ante los tribunales de dos páginas (n. 756/68), firmado por Chierici, en calidad de presidenta de la SPIC, y por los abogados Elvio Fusaro y Enzo Bruzzi, ante la Capitanía de Puerto de Rímini y la Oficina de Apelaciones del Consejo de Estado en Roma con la petición de suspensión del decreto.
Los días 21 y 22 de septiembre fueron nombrados los integrantes de la sexta sección del Consejo de Estado que debía juzgar el caso: como presidente Vincenzo Uccellatore, el relator Mario Gora, los consejeros Carlo Anelli, Lorenzo Cuonzo, Alfano Quaranta y Mario Egidio Schinaia, y el secretario Pasquale Del Po. El 24 de septiembre, la Comisión emitió un dictamen favorable a una pregunta planteada por el Ministerio de Marina Mercante sobre las medidas a adoptar para el desalojo de la isla. El 27 de septiembre se tramitó el recurso de apelación en la primera audiencia; se realizó una segunda sesión el 8 de octubre, donde se rechazó la apelación; más tarde se supo que dos miembros, el relator Mario Gora y el director Lorenzo Cuonzo, votaron a favor de la apelación.
El 6 de octubre, el abogado Praga propuso a Rosa incorporar a Nicola Catalano, exjuez del Tribunal de Justicia de las Comunidades Europeas, para una apelación ante el Consejo de Europa en Estrasburgo, Francia. El alguacil judicial ayudante Nello Vanini notificó a la Capitanía de Puerto de Rimini, a título informativo, un posterior recurso presentado ante la corte (n. 951/68), de ocho páginas, firmado por Gabriela Chierici, Giorgio Rosa y por Fulvio Funaro, enviado a la Oficina de Recursos del Consejo de Estado en Roma con la petición de suspensión del decreto de la demolición. El 18 de noviembre, Catalano decidió pedir una evaluación técnica preventiva sobre la isla.
El 26 de noviembre, Catalano mantuvo una entrevista con Renato Zangheri, del Partido Comunista Italiano, el cual (según el "Memoriale" del Ing. Giorgio Rosa publicado en 2009 por Persiani Editore anexo al DVD documental Cines en la Isla) «sostiene que detrás de mí (por Giorgio Rosa) está una potencia extranjera», rumoreandose que países soviéticos como la Albania de Enver Hoxha, en esa época ya fuera del Pacto de Varsovia, estaban involucrados.
El 29 de noviembre llegó a Rimini un pontón de la Marina Italiana, que desembarcó en tierra todo lo que era transportable desde la isla. En el pontón se prepararon cargas explosivas que se colocaron en la isla para la demolición. 
El 1 de diciembre, Rosa tuvo una entrevista con Luciano Gorini, concejal del ayuntamiento de Rimini de la Democracia Cristiana, que presentó una interpelación. Otros telegramas de apoyo a la isla fueron enviados, por un tal Sr. Rico, al ministro de Asuntos Exteriores Pietro Nenni, el ministro de Trabajo Giacomo Brodolini, el ministro de Obras Públicas Giacomo Mancini, el exministro de Finanzas Luigi Preti y el ministro de Industria Mario Tanassi.
El 3 de diciembre fue jurada la evaluación técnica preventiva del Ing. Giuseppe Lombi de Rimini, que solicitó cinco meses para la realización del encargo pericial. La Capitanía de Puerto de Rimini afirmó que no se podía dejar de realizar el acto administrativo de la demolición.
El 17 de diciembre hubo una reunión entre el abogado Roma y Gozzi de la abogacía del Estado de Bolonia que mostró que «hay rumores de que el gobierno italiano hace una cuestión de principio». El 19 de diciembre, Rosa también mantuvo conversaciones con funcionarios de la Soberana Orden Militar de Malta, quienes, sin embargo, juzgaron la cuestión «ahora demasiado comprometida».
El 21 de diciembre de 1968 se celebró una audiencia ante el pretor de Rimini, quien mantuvo el decreto de evaluación técnica preventiva, instando a inspecciones periciales. La inspección a la isla tuvo lugar el 23 de diciembre por la mañana con el consultor técnico Giuseppe Lombi, los topógrafos Gaetano Vasconi de Rimini y Nobili (ambos como testigos), así como el Ingeniero Buono di Ravenna , mientras que por la tarde en el puerto de Rimini se encontró el inventario de los materiales incautados por la Armada italiana el 29 de noviembre. Faltaban varios dispositivos, incluido el nautófono. El 28 de diciembre, se realizó una nueva inspección de la isla en la que participaron Lombi y Rosa.
El 22 de enero de 1969, el pontón de la Armada italiana zarpó hacia la Isla de las Rosas, para colocar explosivos para su destrucción. Mientras Rosa concedió una entrevista muy dura a Amedeo Montemaggi de Rimini de " Il Resto del Carlino", diciendo la siguiente frase: "¡Me da vergüenza ser italiano!".
Finalmente, el 11 de febrero de 1969, buzos de la Marina Militar Italiana (del GOS -Grupo Operativo Subacuático perteneciente a COM.SUB.IN.- Comando de Incursiones Subacuáticas "Teseo Tesei"), demolieron la obra de mampostería, madera y otros materiales entre los postes de acero de la estructura de la Isla de las Rosas, con 75 kg de explosivo por poste (675 kg en total) para hacerla implosionar y recuperar los restos ya que eran peligrosos para la pesca. A pesar de las cargas que detonaron, la isla resistió la primera explosión, porque los pilares fueron construidos telescópicamente y con la explosión se creaba solamente una cavidad. Después de dos días, el 13 de febrero se aplicaron a cada poste 120 kg de explosivo (1.080 kg en total), pero la nueva explosión sólo deformó la estructura de la isla, sin hacerla caer. Por último, el miércoles 26 de febrero de 1969 una tormenta hizo sumergir lo que quedaba de la Isla de las Rosas. 
En Rimini se colocaron carteles de luto que decían:

"En el momento de la destrucción de la Isla de las Rosas, los comerciantes de la costa del Adriático, se asocian con la ira del mar, los propietarios de hotel y todos los trabajadores a lo largo de la costa del Adriático condenando el acto de aquellos que incapaces de soluciones viables a los problemas de fondo, han tratado de distraer la atención del pueblo italiano con la destrucción de una sólida útil y adivinada operación turística. Los habitantes de la costa del Adriático."

### Después del hundimiento
El hundimiento y posterior desmantelamiento duró unos cuarenta días, hasta mediados de abril de 1969. El 6 de junio de 1969, Giorgio Zagari, de la Fiscalía General del Estado, redactó su memorando para el Consejo de Estado, que debió haber decidido definitivamente.
El 17 de junio de 1969 se reunió en audiencia la sección sexta del Consejo de Estado. Las reivindicaciones de la soberanía, la independencia y los derechos internacionales adquiridos por los propietarios de la plataforma eran infundadas, ya que los ciudadanos italianos, incluso fuera de Italia, deben estar sujetos a leyes estatales (esto en pocas palabras se puede deducir a partir del ensayo en el 1968 International Law Review ).
En julio de 2009, se encontraron algunos restos de la estructura metálica y las paredes en el lecho marino frente a la costa de Rimini.
En 2011, el estadounidense Peter Thiel, uno de los creadores del sistema de pago PayPal, relanzó la idea de plataformas marinas, planeando construir islas artificiales sin ley para el mundo, en aguas internacionales, para establecerse como un estado soberano con diez millones de habitantes, dividido por un máximo de 270 habitantes por isla.

## Geografía

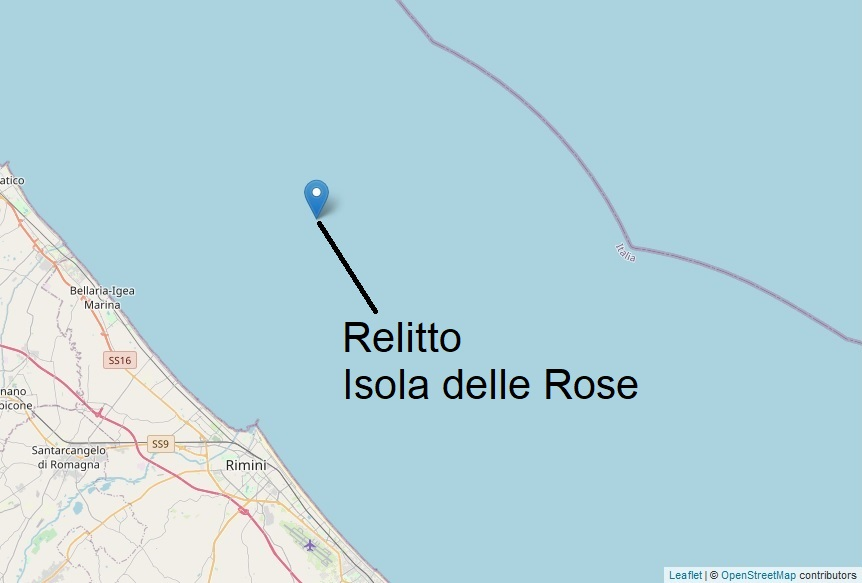
Ubicación de la isla dentro de los límites internacionales actuales.

La plataforma se situó a 6,27 millas náuticas (11,61 km) de la costa italiana, cerca de Torre Pedrera, en el municipio de Rímini, 500 metros fuera de las aguas territoriales italianas.
La isla limitaba exclusivamente con aguas internacionales, a excepción del lado suroeste que limitaba con las aguas territoriales de Italia. La superficie de la Isla de las Rosas era de 400 m² (0,0004 km²), mientras que la de sus "aguas territoriales" era de 62,54 km². Actualmente en una posición similar a unos 16 km de la costa se encuentran las plataformas metaníferas de la empresa Eni, "Azalea A" (44°10′16″N 12°42′52″E / 44.17111, 12.71444) y "Azalea B" (44°9′50″N 12°43′12″E / 44.16389, 12.72000).

## Organización

### Gobierno
La Isla de las Rosas estableció su propio gobierno, compuesto por la Presidencia del Consejo de Departamentos y cinco departamentos, divididos en divisiones y oficinas:
- Departamento de Presidencia: Antonio Malossi
- Departamento de Finanzas: Maria Alvergna
- Departamento de Asuntos Internos: Carlo Chierici
- Departamento de Industria y Comercio: Luciano Marchetti
- Departamento de Relaciones: Luciano Molè
- Departamento de Relaciones Exteriores: Cesarina Mezzini

### Símbolos patrios

Bandera de la República de la Isla de las Rosas, en el centro, el escudo de la isla.

La Isla de las Rosas adoptó un escudo de armas que representaba tres rosas rojas, con tallos de hojas verdes, reunidas en un campo blanco de un escudo francés moderno, como lo describía su Constitución. Cabe destacar que el escudo de armas se reproducía en el borde superior de los sellos postales y tomaba los mismos colores (verde, blanco y rojo) que la bandera italiana, pero, en lugar de representar cuatro rosas formando un ramo, solo llevaba tres.
También se hizo una bandera de color naranja cuyo centro fue adornado con el escudo de armas. También fue adoptado como himno Steuermann! ¡Laß die Wacht! (en español, ¡Timonel, deje la guardia! ), es decir, el Chor der Norwegischen Matrosen de la primera escena del tercer acto de El holandés errante del compositor alemán Richard Wagner.
El lema nacional era Far crescere le rose sul mare (Crecen las rosas en el mar).

### Lengua oficial
La Isla de las Rosas adoptó el esperanto como lengua oficial, para establecer claramente su soberanía e independencia de la República Italiana, y poner de relieve el carácter internacional de la nueva república.
Giorgio Rosa no era esperantista y la elección del esperanto como lengua oficial le fue recomendada por un esperantista boloñés, el padre franciscano Albino Ciccanti, muy activo en Rímini .
Se ha de recordar que del 18 al 23 de septiembre de 1965 se celebró en Rímini el 36º Congreso Nacional de la Federación Italiana de Esperanto (FEI). Este evento debió haber sido el resorte comunicativo para la elección (guiado por un cuidado marketing) del esperanto.
El único otro ejemplo de la adopción del esperanto como lengua oficial de un territorio fue el Territorio Libre de Moresnet, una condominio neutral (ubicada en la actual Bélgica) establecida entre 1816 y 1919, que se transformaría en el Estado Independiente Esperanto de Amikejo.

### Moneda
La Isla de las Rosas adoptó una divisa para sus sellos: el Mill (el plural, Mills), que se tradujo al esperanto como Milo (el plural, Miloj).
El valor del Mill, en ese momento, tenía un tipo de cambio 1:1, a la par con la lira italiana: el menor valor de los sellos para correo ordinario era de 30 mills cuando en Italia era de 30 liras, y las hojas con 10 valores de 30 mills, equivalentes a 300 mills, se vendieron por 300 liras, mientras que los sellos sueltos de 30 mills franqueados en sobres y matasellados con timbre y fecha a 150 liras.
También tenía otra divisa, el Ros, equivalente a 100 Mills/Miloj y, por tanto, 100 liras. Pero esta moneda nunca se implementó.
La Isla de las Rosas nunca "emitió" monedas y papel moneda, pero hubo la intención de acuñar monedas de metal conmemorativas.

### Sello postal
La Isla de las Rosas "emitió" una serie de sellos (dos series en cinco números):
- 1.ª Serie / 1.ª Emisión (presumiblemente del 1 de mayo de 1968 al 25 de junio de 1968): 1 valor de 30 Mills, con el emisor en esperanto Posto de la L.T. de la Insulo de la Rozoj (Servicio Postal de la L.T. de la Isla de las Rosas), representando la plataforma y la posición geográfica de la isla;
- 1.ª Serie / 2.ª Emisión (presumiblemente del 1 de mayo de 1968 al 25 de junio de 1968): 1 valor de 30 Mills, con el emisor en esperanto Posto de la L.T. de la Insulo de la Rozoj (Servicio Postal de la L.T. de la Isla de las Rosas), representando la plataforma y la posición geográfica de la isla, con una mancha sobre las letras "L.T.";
- 1.ª Serie / 3.ª Emisión (presumiblemente del 25 de junio de 1968 al 11 de febrero de 1969): fueron usados sellos de la 1.ª Serie / 1.ª y 2.ª Emisiones, sobreimpresas al centro de cada sello con un timbre a mano cuadrado de goma, con tinta negra, con el texto en esperanto Milita Itala Okupado (Ocupación Militar Italiana);
- 1.ª Serie / 4.ª Emisión (presumiblemente del 25 de junio de 1968 al 11 de febrero de 1969): fueron usados sellos de la 1.ª Serie / 1.ª y 2.ª Emisiones, sobreimpresas linealmente con un timbre a mano linear de goma, con tinta negra, con el texto en esperanto Milita Itala Okupado (Ocupación Militar Italiana);
- 2.ª Serie / 5ª Emisión (presumiblemente del 11 de febrero de 1969): 3 valores de 30, 60 y 120 Miloj, con el emisor en esperanto Poŝto Esperanta Respubliko Insulo Rozoj (Servicio Postal de la República Esperantista de la Isla de Rosas) - en exilio - representando la explosión de la isla, con un barco batiendo una bandera roja, con una orla negra de luto y el texto en latín Hostium rabies diruit opus non ideam[21] ( La violencia de los enemigos destruyó la obra, no la idea).

Se emitieron unas 5000 copias de la 1.ª y 2.ª ediciones, de las cuales se vendieron alrededor de 1000. Se sobreimprimieron aproximadamente un centenar de copias de las tercera y cuarta emisión y se emitieron alrededor de 1500 copias de la quinta edición.  Los sellos de la Isla de las Rosas se imprimieron en papel con marcas de agua y engomados en hojas de 10 valores (2 filas de 5 valores) cada una.  El matasellos tenía la inscripción Verda Haveno ( Porto Verde ):
- Verda = "verde", es el color tradicional que el movimiento esperantista ha tomado como propio, ya que es un símbolo de esperanza;
- Haveno = "puerto", indica la función que la plataforma realmente tenía a más de 10 kilómetros de la costa. La oficina de correos estaba ubicada en Vía Georges Bizet n. 3 en la Isla de Roses

## En la cultura popular
- En 1998 la isla es protagonista de una de las historias de Martin Mystère.[22] Un extracto de la historia, combinado con algunas ideas,  fue parte del álbum promocional distribuido con motivo del Riminicomix 2010.
- En 2008, Stefano Paganelli, propietario del Dive Planet Rimini, encontró los restos de la plataforma, después de años de búsquedas infructuosas por parte de muchos buceadores de la zona.
- En 2009 se lanzó el libro escrito por Giorgio Rosa L'Isola delle Rose (Persiani Editore) con un DVD adjunto con su video entrevista, luego se lanzó el documental Isola delle Rose. Insulo de la Rozoj. Libertad da miedo, dirigida por Stefano Bisulli y Roberto Naccari, que relata testimonios de las personas que visitaron la isla, de los militares que participaron en el derribo y del propio Rosa.
- En 2010 se produjo el programa de radio homenaje L'Isola delle Rose de Giuseppe Govinda,[23] que ganó el premio "Mejor formato de la temporada" en el Festival de Radio Universitario 2011.[24]
- En 2012 se publicó la novela L'isola e le rose de Walter Veltroni , inspirada en la historia.
- En 2020 se estrenó una película en la plataforma de transmisión de Netflix, titulada L'incredibile storia dell'Isola delle Rose, escrita y dirigida por Sydney Sibilia[25]